# 아비도스 왕 목록
아비도스 왕 목록(The Abydos King List)는 고대 이집트인들에 의해 직접 작성된 66명의 파라오 목록이다. 아비도스 왕 목록은 아비도스에 있는 이집트 제19왕조의 세티 1세의 신전 벽에서 발견되었다.
이 목록은 어느 정도의 오차는 있으나, 이집트 고왕국 시기 이후의 통치자들의 순서를 보여주고 있다. 그리고 고고학적 증거가 거의 없는 이집트 제7왕조의 파라오들에 대한 유일한 기록이기도 하다. 또한, 토리노 파피루스를 제외하면, 제8왕조의 파라오의 이름을 묘사한 유일한 기록이기도 하다.
아비도스 목록에는 특정한 의도에 의해 아케나텐, 투탕카멘 등의 파라오들이 삭제된 모습이 보인다. 하지만 이들은 고고학적 증거, 기타 사료를 통해 존재가 입증되었다.
이 왕 목록에는 각 파라오들의 이름이 즉위명으로 나와 있는데, 이는 일반적으로 알려진 이름과 다른 경우가 많다.

## 목록의 내용

### 이집트 제1왕조
| n°     | 1    | 2    | 3    | 4    | 5    | 6          | 7      | 8    |
| 즉위명 | 메니 | 테티 | 이티 | 이타 | 셉티 | 메르비아프 | 세므수 | 케브 |

### 이집트 제2왕조
| n°     | 9      | 10     | 11       | 12       | 13   | 14       |
| 즉위명 | 베자우 | 카카우 | 바네체르 | 와지나스 | 센디 | 자드자이 |

- 와지나스(웨네그)와 센디(세네지)에 해당하는 파라오들에 대한 고고학적 증거의 부족으로, 바네체르(니네체르) 다음의 파라오는 세트-페리브센으로 알려져 있다.

### 이집트 제3왕조
| n°     | 15     | 16         | 17   | 18     | 19         |
| 즉위명 | 네브카 | 네체리케트 | 테티 | 세제스 | 네페르카레 |

### 이집트 제4왕조
| n°     | 20       | 21   | 22       | 23     | 24       | 25         |
| 즉위명 | 스네프루 | 쿠푸 | 제데프레 | 카프레 | 멘카우레 | 솁세스카프 |

### 이집트 제5왕조
| n°     | 26         | 27     | 28     | 29         | 30         | 31         | 32       | 33     |
| 즉위명 | 우세르카프 | 사후레 | 카카이 | 네페레프레 | 니우세르레 | 멘카우호르 | 제드카레 | 우나스 |

- 카카이(네페리르카레)의 다음 파라오인 솁세스카레가 빠져 있다.

### 이집트 제6왕조
| n°     | 34   | 35         | 36     | 37     | 38         | 39     |
| 즉위명 | 테티 | 우세르카레 | 메리레 | 메렌레 | 네페르카레 | 메렌레 |

### 이집트 제7, 8왕조
| n°     | 40         | 41     | 42         | 43              | 44              | 45              | 46       | 47         |
| 즉위명 | 네체르카레 | 멘카레 | 네페르카레 | 네페르카레 네비 | 제드카레 셰마이 | 네페르카레 켄두 | 메렌호르 | 스네페르카 |

| n°     | 48     | 49                | 50           | 51                    | 52              | 53       | 54           | 55             | 56           |
| 즉위명 | 니카레 | 네페르카레 테레루 | 네페르카호르 | 네페르카레 페피세네브 | 스네페르카 아누 | 카카우레 | 네페르카우레 | 네페르카우호르 | 네페리르카레 |

- 토리노 파피루스에서는 네페르카레 페피세니브의 이름부터 등장한다. 따라서, 이를 기점으로 7왕조와 8왕조를 구별할 수도 있지만, 확실한 것은 아니다. 또한 이곳에 적힌 파라오 이외에 다른 파라오가 존재할 수 있다. 예를 들어 와지카레의 경우, 유적은 남아 있으나, 현존하는 왕 목록에는 나타나지 않는다.
- 위에 열거된 파라오들 중, 현존하는 유적이 있는 파라오는 카카우레(카카레 이비) 뿐이다. 네페르카레 네비의 경우, 자신의 어머니인 안케센페피의 무덤에 자신의 이름을 남겼다.

### 이집트 제11왕조
| n°     | 57           | 58       |
| 즉위명 | 네브헤테프레 | 산크카레 |

### 이집트 제12왕조
| n°     | 59           | 60         | 61         | 62         | 63       | 64         | 65         |
| 즉위명 | 세헤테피브레 | 케페르카레 | 누브카우레 | 카케페르레 | 카카우레 | 니마아트레 | 마아케루레 |

### 이집트 제18왕조
| n°     | 66           | 67         | 68           | 69         | 70         | 71         | 72         | 73           | 74                      |
| 즉위명 | 네브페흐티레 | 제세르카레 | 아케페르카레 | 아케페렌레 | 멘케페르레 | 아케페루레 | 멘케페루레 | 누브마아트레 | 제세르케페루레 세테펜레 |

### 이집트 제19왕조
| n°     | 75       | 76         |
| 즉위명 | 멘페티레 | 멘마아트레 |

## 같이 보기
- 파라오 목록